# Dialectnivellering
Dialectnivellering is het proces waarbij lokale dialecten gaandeweg hun specifieke eigenaardigheden verliezen. Tijdens dit proces, dat in het hedendaagse West-Europa vrij algemeen plaatsvindt, gaat een dialect geleidelijk aan terrein prijsgeven aan een ander dialect, of aan de standaardtaal die gesproken wordt in dat land. Landelijke variëteiten zullen nivelleren naar de gesproken vorm in de dichtstbijzijnde grote stad of gemeente. Zulke populaire en economisch en cultureel dominante plaatsen kunnen hun kenmerken makkelijker doordrukken. Dit fenomeen wordt ook wel geographical diffusion genoemd. Dialectnivellering verloopt geleidelijk omdat de mate van het gebruik van de specifieke dialectkenmerken stapsgewijs afneemt van de oude sprekers naar de jonge leeftijdsgroep.

## Oorzaken
Dialectnivellering heeft de laatste eeuw een opmars gekend doordat bevolkingsgroepen steeds vaker hun dialectgebruik aanpassen aan dialecten die dichter tegen de standaardtaal aanleunen. De meest voorkomende oorzaak van dit fenomeen is de verhoogde mobiliteit van de samenleving. In de twintigste eeuw ontstonden er voorsteden en nieuwe steden, waardoor er een migratie ontstond van de grote steden naar voormalige plattelandsgebieden. Dit leidde tot grote veranderingen in de netwerken van mensen. Mensen kwamen steeds vaker met sprekers van een ander dialect in contact, met als effect dat er een reductie plaatshad van de specifieke regionale kenmerken. Men wilde moderner zijn en om niet als zeer lokaal en "oubollig" over te komen en leerde nieuwe varianten aan door te accommoderen met anderen.
Naast die verhoogde mobiliteit was er ook sprake van een sociale mobiliteit. Door de toenemende industrialisering, de achteruitgang van de landbouw, het hogere niveau van de schoolopleidingen en de grotere mobiliteit hebben belangrijke verschuivingen plaatsgevonden naar een nivellering van de standen. Er is gaandeweg een grotere doordringbaarheid ontstaan van de grenzen tussen de sociale klassen. Door deze samensmelting van verschillende bevolkingslagen kreeg het proces van dialectnivellering vrij spel.
Het prestige van het dialect daalt nog steeds en het gebruik ervan wordt hoe langer hoe meer beperkt tot het informele contact tussen de ouderen onderling. Functioneel gezien is het dialect in het nadeel, zowel door zijn beperkte geografische verbreiding als door het ontbreken van een gecodificeerde schrijftaal. Het naast elkaar bestaan van het zwakke dialect met de standaardtaal vormt een belangrijke drijvende kracht achter het proces van dialectnivellering waarbij dialectvormen in toenemende mate worden vervangen door elementen uit de prestigieuze algemene taal.
Anders dan hun eigen ouders hebben de ouders en opvoeders van nu heel sterk de neiging met hun kinderen standaardtaal te spreken. De kinderen leren bepaalde dialectelementen en –patronen niet meer of slecht aan. Dit komt doordat ze het dialect nog maar in een beperkt aantal situaties horen en gebruiken. Het voorbeeld van de ouderen valt weg, met als gevolg dat die elementen en patronen verdwijnen, minder frequent worden gebruikt of onder standaardtalige invloed worden gewijzigd. Teruggang in dialectgebruik bij de opvoeders leidt dus tot teruggang in dialectbeheersing bij de jongeren. Eens de kinderen naar school gaan, passen ze zich aan de linguïstische normen van de schoolgroep aan.
Vroeger bleven de vrouwen binnenshuis en binnensdorps. Zij hielden meer dan de mannen vast aan het oude dialect; in de meer open situatie van tegenwoordig, waarin de keuze is tussen standaardtaal en dialect, zullen vrouwen meer dan mannen voor de eerste kiezen. Moeders zullen dus nog meer dan de vaders de standaardtaal op hun kinderen proberen over te dragen en het zijn ook meer de meisjes dan de jongens bij wie dat succes heeft.

## Gevolgen
Door het standaardiseringproces dat zich in snel tempo aan het afspelen is, zullen dialecten geleidelijk aan verdwijnen. In eerste instantie zal er, naast de hoofdbeweging in de richting van de algemene taal, een zijbeweging plaatsvinden op het regionale vlak. Dit houdt in dat een dialect zich zal aanpassen aan een dialectvariant met een bredere verspreiding. Dit proces wordt ook wel regiolectvorming genoemd. In het ergste geval van dialectnivellering zal het dialect totaal verdwijnen. Als mensen niet langer het dialect spreken of het niet meer doorgeven aan het nageslacht, dan spreken we van een vorm van taaldood.

## Verwante begrippen
Het begrip dialectnivellering is verwant aan dialectverschuiving. Bij het proces van dialectverschuiving zal de sociale zelfstandigheid van een dialect verminderen, terwijl er bij dialectnivellering een vermindering zal plaatsvinden van de structurele zelfstandigheid van een dialect.
De standaardtaal waaraan het dialect zich aanpast wordt ook wel de daktaal of cultuurtaal genoemd.